# ひまわりの道
『ひまわりの道』（ひまわりのみち）は、日本テレビ系の月曜スター劇場で1976年10月18日から1977年5月2日まで放映されたテレビドラマ。

## 概要
磯村真紀は、太田染色株式会社社長と再婚。社長の信義は既に4人の子連れであった。血のつながらない母と子供との情愛とその関係、そしてその周りの人々との人間関係を描いた。
同じ池内淳子主演による、『ひまわりの詩』に続く「ひまわりシリーズ」第2弾。

## スタッフ
- 作：楠田芳子
- プロデューサー：早川恒夫、藤原千晶[3]
- 演出：細野英延
- 主題歌：「季節はずれの走馬燈」：古時計
- 挿入歌：「悲願橋」：古時計

## 出演
- 磯村（太田）真紀：池内淳子
- 太田友彦（長男）：三浦友和
- 夏目雅子
- 洋子：岡田奈々
- 太田登美子（長女）：原田英子
- 太田美奈子（次女）：牧陽子
- 太田靖彦（次男）：水野哲
- 太田信義：根上淳
- 上原（家庭教師）：夏八木勲
- 黒川（信義の義弟）：川辺久造
- 民子：園佳也子
- つね：川上夏代
- 広川守：沢田勝美
- 郁子：丘淑美
- 雄一：原康義
- 山口紀子
- 美智子：市原悦子
- 堀口宗二郎：芦田伸介
- 島村キヨ：杉村春子

## 放送局
月曜スター劇場#放映ネット局の節を参照。

## ノベライズ
- 楠田芳子『ひまわりの道』（日本テレビ放送網、1977年3月）